# Plistoanacte
Plistoanacte o Plistoánax  (en idioma griego, Πλειστοάναξ), rey de Esparta de 455 a 445 a. C. y de 426 a 409 a. C.
Era hijo de Pausanias, el vencedor de la batalla de Platea, y miembro de la familia de los Agíadas. Invadió el Ática en 446 a. C. pero fue acusado de ser sobornado para retirarse y en 445 a. C. fue exiliado. Le sucedió su hijo Pausanias.
Volvió al trono 19 años más tarde, en 426 a. C. y concluyó con Atenas la paz de Nicias. Murió en 408 a. C. y su hijo Pausanias le sucedió. Reinó conjuntamente con Arquidamo II de 455 a 445 a. C. y después con Agis II de 426 a 408 a. C. de la familia de los Euripóntidas.
| Predecesor: Plistarco            | Rey agíada de Esparta 455 a. C.-445 a. C. | Sucesor: Pausanias de Esparta |
| Predecesor: Pausanias de Esparta | Rey agíada de Esparta 426-408 a. C.       | Sucesor: Pausanias de Esparta |